# Igeszemlélet és igejelleg
A nyelvészetben az igeszemlélet (igeaspektus, aspektualitás) és az igejelleg (akcióminőség, (németül) Aktionsart) az ige olyan kategóriái, amelyek a cselekvés, történés lefolyásának módját, eredményességét, gyakoriságát stb. határozzák meg. A magyarban egyik példája a befejezettség, amelyet gyakran a meg- igekötő fejez ki (néha más igekötők, pl. elolvas), máskor viszont a mondatszerkezetben érhető tetten (pl. ment le a lépcsőn – folyamatosság).
Definíciójáról nincs egységes nézet különböző nyelvek nyelvészetében, és olykor egyazon nyelvvel foglalkozó nyelvészek körében sem. Egyesek csak az igeszemlélet fogalmát használják, és az igeszemléletekhez sorolják azokat is, melyeket mások igejellegeknek tekintenek. Mások megkülönböztetik a két kategóriát, megjegyezve, hogy szorosan összefonódnak, de közöttük sincs egység annak tekintetében, hogy mely vonások tartoznak az egyikhez, és melyek a másikhoz. Az is gond, hogy egyes igeszemléletek/igejellegek elnevezései alatt különböző nyelvészek más-mást értenek.
Van olyan nézet, amely szerint az igeszemlélet azt fejezi ki, hogy a cselekvés eléri vagy nem éri el a célját, illetve azt, hogy időben korlátozottan vagy korlátozás nélkül megy végbe, az igejelleg pedig a cselekvés, történés tartamát, lefolyásmódját fejezi ki.
Más nézet a kifejezésük eszközei szerint különbözteti meg a két kategóriát: az igeszemlélet szóalaktani módszerekkel lenne kifejezve, az igejelleg pedig az igető lexikális jelentésébe lenne beleértve vagy képzők útján lenne kifejezve. Megint mások szerint igejelleg csak az, amit képzőkkel fejeznek ki.
Azok között a nyelvészek között is, akik csak igeszemléletet vesznek tekintetbe, jelentős nézeteltérések vannak az ezen belül létező kategóriák kezelését és leírását illetően. Ez annak tudható be, hogy a szemlélethez több tényező kölcsönhatása járulhat hozzá: az ige lexikális jelentése, az ige szóalaktani képe, segédigék, igeidők, az ige bővítményeinek jellegzetességei stb.
Nem minden nyelv nyelvészetében foglalkoztak és foglalkoznak egyforma érdeklődéssel az igeszemléletekkel és az igejellegekkel. Olyanok esetében, mint például a szláv nyelvek, már régen kezelik mélyrehatóan az igeszemléleteket, mivel ezekben viszonylag koherens rendszert alkotnak az által, hogy grammatikai eszközökkel jelölik őket, azaz gyakran azonos lexikális jelentésű igék szemléletek szerinti párokat alkotnak, olykor toldalék hiányával vs. grammatikai toldalékkal jelölve az igeszemléleteket, máskor toldalékkal az egyiket és a másikat. Viszonylag újabban olyan nyelvek grammatikáiban is foglalkoznak többé-kevésbé az igenemekkel és az igejellegekkel, amelyekben ezeket nem fejezik ki olyan rendszeresen, mint a szláv nyelvekben.

## Igetípusok igeszemlélet és igejelleg szempontjából
Bokor 2007 megkülönböztet igeszemléletet és igejelleget.
Az igeszemlélet szempontjából kétféle ige volna:
- A folyamatos ige azt fejezi ki, hogy a cselekvés nem éri el célját vagy időben korlátozás nélkül megy végbe: reszket, tervez, vásárol.
- A befejezett ige azt fejezi ki, hogy a cselekvés eléri célját vagy időben korlátozottan megy végbe: győz, megír, hazajön.

Ugyanaz a szerző kétféle jelleg szerinti igetípust különböztet meg:
- A tartós-huzamos ige azt fejezi ki, hogy a cselekvés folyamatosan megy végbe vagy hosszabb ideig tart: zúg, pislog, bólingat. Idetartoznak a gyakorítás jelentésárnyalatát kifejező igék is: lépeget, eszeget.
- A mozzanatos ige azt fejezi ki, hogy a cselekvés egyszer megy végbe vagy pillanatnyi ideig tart: lő, villan, megfutamodik. Van olyan mozzanatos ige is, amely cselekvés kezdetét vagy végét fejezi ki: fellobban, legyőz.

Bussmann 1998 és Crystal 2008 angol nyelvű nyelvészeti szótárakban az alábbi terminusok jelennek meg, mindegyik mint igeszemlélet elnevezése, egyik sem mint igejellegé, bár Bussmann 1998-ban van Aktionsart szócikk, és Crystal 2008 is említést tesz róla az Aspect szócikkben. Figyelembe véve az angol nyelv jellegzetességeit, ezeket az igeszemléleteket főleg a példák lexikális jelentése hordozza, esetleg szövegkörnyezetükkel együtt:
- állapotszerű (stative) vs. cselekvésszerű (active) vagy dinamikus (dynamic)

Az állapotszerű igék nem járnak időben való változással (own ’birtokol’, know ’tud’, like ’tetszik’), a cselekvésszerűek pedig folyamatokat, tevékenységeket, aktív helyzeteket fejeznek ki: blossom ’virágzik’, hit ’üt’.
- befejezetlen (imperfective vagy aterminative/cursive) vs. befejezett (perfective vagy terminative), folyamatos (durative) vs. nem folyamatos (non-durative), fokozatos (progressive) vs. nem fokozatos (non-progressive), nem teljes (incomplete) vs. teljes (complete), atelic vs. telic

Ezeket az angol nyelvű elnevezés-párokat gyakran szokták egyazon igeszemlélet-párra használni. Ezek időben nem behatárolt cselekvéseket, történéseket (work ’dolgozik’, read ’olvas’, be burning ’ég’) helyeznek ellentétbe időben behatároltakkal: burn down ’leég’, have read a novel ’elolvasott egy regényt’.
- folyamat (process) vs. cselekvés (action)

Ez a pár nem cselekvő által okozott állapotot vagy történést (know ’tud’, blossom ’virágzik’) helyez ellentétbe cselekvéssel: hit ’üt’, read ’olvas’.
- ismétlődő (iterative vagy frequentative) vs. egyszeri (semelfactive)

Ez az igeszemlélet-pár a folyamatos vs. nem folyamatos alkategóriája. Ismétlődő igék például flutter ’csapkod, ide-oda röpköd’ és breathe ’lélegzik’, egyszeriek pedig sneeze ’tüsszent’ és knock ’koppant’.
- A szokásos (habitual) a folyamatos igeszemlélet alkategóriája. Hosszú időtartamú, szünetekkel megszakított cselekvést, történést, állapotott fejez ki. Olykor az angol terminust az iterative-vel tartják azonos jelentésűnek. Példák: Caroline works in England ’Caroline Angliában dolgozik’,[13] She used to go to work by car ’Autóval szokott munkába járni’.[14]
- A kicsinyítő (diminutive) a folyamatos igeszemlélet alkategóriája. Kis intenzitású cselekvést fejez ki: (németül) hüsteln ’köhécsel’ vs. husten ’köhög’, spötteln ’ingerkedik’ vs. spotten ’gúnyt űz’.[15]
- A kezdődő (inchoative vagy inceptive) a nem folyamatos igeszemlélet alkategóriája: burst into flames ’lángba borul’, fall asleep ’elalszik’. A hirtelen kezdődő cselekvés igeszemléletét angolul ingressive-nek is nevezik.[11]
- A változó (transformative) szintén a nem folyamatos igeszemlélet alkategóriája. Nem cselekvő által okozott állapotváltozást fejez ki: age ’megöregszik’, cool off ’lehül’, go blind ’megvakul’.[16]
- A pillanatszerű (punctual) a nem folyamatos alkategóriájaként hirtelen cselekvést, történést fejez ki: explode ’felrobban’, find ’megtalál’.[11]
- A befejező (resultative, conclusive, effective, finitive vagy terminative) is a nem folyamatos igeszemlélet alkategóriája. Cselekvés végét, véghezvitelét fejezi ki: find ’megtalál’, kill ’megöl’.[17]
- Az angol factitive és causative terminusok részben a magyar műveltetőnek felelnek meg (az alany azt okozza, hogy másvalaki végezze az ige által kifejezett cselekvést: She makes him eat ’Eteti’),[18] de olyan igéket is minősítenek, amelyek történés (fell ’ledönt’, melt ’olvaszt’) vagy minőségi változás okozását fejezik ki: blacken ’feketít’, redden ’pirosít’.[19]
- Az intenzív (intensive) nagy intenzitású cselekvéseket, történéseket fejez ki: scream ’kiált, sikolt’, smash ’összetör, szétzúz’.[20]

A közép-délszláv diarendszerhez tartozó sztenderd nyelvek grammatikái között vannak olyanok, amelyek csak igeszemléletekről szólnak, és ezek olyan alkategóriáiról, melyeket mások igejellegekként kezelnek, ez utóbbiak pedig megkülönböztetik az igeszemléletet az igejellegtől.
Ivan Klajn szerb nyelvész (Klajn 2005) és a Gramatika crnogorskoga jezika ’A montenegrói nyelv grammatikája’ (Čirgić 2010) szerint két igeszemlélet van:
- A befejezetlen szemléletű igék (nesvršeni vagy imperfektivni glagoli) folyamatban levő, az időben behatárolatlan cselekvést, állapotot vagy történést fejeznek ki a jelenben, a jövőben vagy a múltban. Ezen igeszemléleten belül Čirgić 2010 szerint van két igekategória:

- A folyamatosak (trajni vagy durativni) a cselekvés, állapot vagy történés szüntelen voltát fejezik ki: pričati ’mesél’, jesti ’eszik’.
- Az ismétlődőek (učestali vagy iterativni) szünetekkel megszakított, de időben behatárolatlan cselekvést, történést fejeznek ki: kuckati ’kopogtat’, javljati se ’(időről időre) megjelenik’.

Klajn 2005 beleérti a befejezetlen ige fogalmába a folyamatosságot, és megjegyzi, hogy majd minden befejezetlen ige ismétlődő is lehet: (szerbül) Učenici pišu zadatak ’A tanulók írják a feladatot/feladatot írnak’ vs. Pisaću ti svakog dana ’Írni fogok neked minden nap’.
- A befejezett szemléletű igék (svršeni vagy perfektivni glagoli) Klajn 2005 szerint több kategóriához tartoznak:

- pillanatnyi időtartamú cselekvést kifejezők (trenutno-svršeni): udariti ’üt’, skočiti ’ugrik’;
- cselekvés kezdetét kifejezők (početno-svršeni): zapevati ’énekelni kezd’, zaspati ’elalszik’;
- cselekvés véghezvitelét kifejezők (završno-svršeni): pojesti ’megeszik’, pročitati ’elolvas’;
- bizonyos (hosszabb-rövidebb) ideig tartó (ingresivni) és/vagy intenzív cselekvést kifejezők (intenzivni): porazgovarati ’röviden elbeszélget’, potrajati ’eltart, sokáig tart’, zaigrati se ’belefeledkezik a játékba’;
- végsőkig vitt cselekvést kifejezők (sativni): najesti se ’jóllakik, tele eszi magát’, naspati se ’kialussza magát’.

Čirgić 2010 a završno-svršeni kategóriába sorol cselekvés végét kifejező igéket is: stići ’megérkezik’, dovršiti ’bevégez’.
A Hrvatska gramatika ’Horvát grammatika’ (Barić 1997) ugyanazokat az igeszemléleteket veszi számításba, mint az előzők, de az ezekben található igeszemlélet-kategóriákat külön kezeli igejellegekként (načini radje). Az ezekhez tartozó igéken kívül másokat is tekintetbe vész:
- faktitív igék (učinski / faktitivni / uzročni glagoli), melyek állapot megváltoztatását fejezik ki: bijeliti ’fehérít’, crveniti ’feketít’;
- „összehasonlító” igék (poredbeni/komparativni glagoli):

- A „kisebbítő” igék (deminutivni glagoli) a szokásosnál rövidebb időtartamú vagy kisebb intenzitású cselekvést fejeznek ki. Lehetnek befejezetlen vagy befejezett szemléletűek: grickati ’rágcsál’ (befejezetlen) vs. gricnuti ’elrág’ (befejezett).
- A „nagyobbító” igék (augmentativni glagoli) a szokásosnál nagyobb mértékű vagy intenzitású cselekvést fejeznek ki. Ezek is lehetnek befejezetlenek vagy befejezettek: prejedati se (befejezetlen) ’túl sokat eszik’ vs. prejesti se (befejezett) ’túl sokat megeszik’.
- másvalaki cselekvésénél nagyobb mértékű vagy jobb hatású cselekvést kifejező igék (majorativni glagoli): nadvikivati koga (befejezetlen) vs. nadvikati koga (befejezett) ’túlkiabál vkit’.

Barić 1997 szerint egyes fentebb csak befejezetlenekként vagy csak befejezettekként bemutatott igekategóriáknak ellentétes szemléletű párjuk is van:
- ismétlődők: zatvarati (befejezetlen) ’(be)zár’ vs. pozatvarati (befejezett) ’mindent sorban bezár’;
- kezdődők: polijetati (befejezetlen) vs. poljeteti (befejezett) ’repülni kezd’;
- befejezők: dograđivati (befejezetlen) vs. dograditi (befejezett) ’hozzáépít’.

## Az igeszemléletek/igejellegek jelölése
Minden ige kifejez valamilyen igeszemléletet vagy/és igejelleget. Ezeket többféle eszközökkel jelölik, melyek nyelvtől függően kisebb vagy nagyobb jelentőséggel bírnak. A szláv nyelvekben és a magyarban grammatikai eszközökként a toldalékok játsszák a főszerepet. Más nyelvekben, mint az angol vagy az újlatin nyelvek, a grammatikai eszközök inkább az igeidő-alakok, a segédigék és a mondattani környezet, de a lexikális jelentés is jelentős eszköze az igeszemléletek és az igejellegek jelölésének.

### A közép-délszláv diarendszer nyelveiben
Ezekben a nyelvekben, mint a szláv nyelvekben általában, az igeszemléleteket és igejellegeket főleg toldalékokkal, azaz prefixumokkal és szuffixumokkal, illetve ezek hiányával jelölik. Befejezetlen szemléletű igékből befejezett szemléletűeket képeznek és befejezettekből befejezetleneket, párokat alkotva.
Befejezett igét kétféleképpen lehet képezni befejezetlenből:
- prefixum hozzáadásával a befejezetlen igéhez: čitati ’olvas’ → pročitati ’elolvas’ (Čitam knjigu ’Könyvet olvasok / Olvasom a könyvet’ vs. Oni traže da pročitam knjigu ’Azt kérik tőlem, hogy olvassak el egy könyvet / olvassam el a könyvet’);[25]
- a befejezetlen ige tövéhez illesztett szuffixum kicserélésével: bacati ’dob’ → baciti ’eldob’.[26]

Befejezetlen ige befejezettből képezhető:
- szuffixum beiktatásával a főnévi igenév képzője elé: ustati ’feláll’ (egyszeri cselekvés) → ustajati ’feláll’ (szokásos cselekvés);[27]
- a befejezett ige tövéhez illesztett szuffixum kicserélésével: posjetiti ’meglátogat’ (egyszeri cselekvés) → posjećivati ’látogat’ (szokásos cselekvés).[28]

Viszonylag kevés olyan ige van, melyek lexikális jelentése beleérti a befejezetlen/folyamatos igeszemléletet, és nincs befejezett szemléletű párjuk. Ilyenek például a postojati ’létezik’, stanovati ’lakik’, uticati ’befolyásol’ igék.
Vannak olyan igék is, melyeknek azért nincs párjuk, mert kettős szemléletűek. Szemléletüket a szövegkörnyezet adja meg. Ilyen a videti ’lát’ ige: Pred sobom je video beskrajnu ravnicu ’Végtelen síkságot látott maga előtt’ (befejezetlen) vs. Obradovao se kad me je video ’Megörült, amikor meglátott’ (befejezett). Az idegen eredetű igék többsége ilyen: organizovati ’szervez’, formirati ’alakít’, operisati ’operál, műt’.
Összefüggés van igeszemlélet és igeidő között. Befejezett szemléletű igét általában nem lehet független mondatban jelen időben használni. Az aorist-nak nevezett, az újlatin nyelvekben az egyszerű múlt időnek és a régi magyar nyelvben az elbeszélő múlt időnek megfelelő igealakot majdnem kizárólag befejezett szemléletű igék vehetik fel, mivel maga ez az időalak a múltban befejezett cselekvést fejez ki. Ezzel ellentétben az imperfekt-nek nevezett (folyamatos múlt) időben csak befejezetlen (folyamatos) szemléletű igék lehetnek.

### A magyar nyelvben
A magyar nyelv kevésbé rendszeresen fejezi ki az igeszemléleteket és az igejellegeket, mint a szláv nyelvek. Sok igének, melyek mind befejezetlen/folyamatos szemléletűek, nincs meg a szemléleti párja (létezik, megbocsát, gondoz, elüldögél), és több ige kettős szemléletű: modernizál, létesít.
A magyar nyelvben az igeszemléleteket és igejellegeket az igetövek maguk fejezhetik ki, valamint az igekötők és a képzők.
Az igeszemléletek kifejezője elsősorban az igekötők megléte vagy hiánya. Az igekötő általában befejezett szemléletűvé teszi az igét. Egyes befejezetlen/folyamatos vs. befejezett igepárok azonos lexikális jelentésű igékből állnak: ír vs. megír, olvas vs. elolvas, virágzik vs. kivirágzik. Más esetekben az igekötő módosítja vagy megváltoztatja az ige lexikális jelentését, és ugyanakkor befejezetlen/folyamatos szemléletűből befejezetté teszi: megy vs. kimegy, száll vs. leszáll.
Az el- igekötő annyiban különös, hogy olykor befejezetté teszi az igét (elolvas), máskor befejezetlen igéknek kiemeli ezt a szemléletét: elábrándozik, elbámészkodik, eltöpreng.
Az igekötő igejelleget is jelölhet, például cselekvés kezdetét (hozzálát), mozzanatosságát (megörül), nagy mértékét (kidíszít), túlzott voltát (túlérik).
Igékhez hozzáadott képzőkkel lehet olyan igejellegeket kifejezni, mint gyakoriság (lép vs. lépeget, eszik vs. eszeget), pillanatnyiság (kopog vs. koppant, pereg vs. perdül), kezdés (hever vs. leheveredik).
Van a magyarban egy igeszemléleti segédige is, a szokott, mely szokásos cselekvést, történést, állapotot fejez ki: Kati gyakran szokott uszodába járni.

### Más nyelvekben
Olyan nyelvek nyelvészetében is, amelyekben régebben nem foglalkoztak az igeszemléletekkel és az igejellegekkel, újabban felfigyeltek ezekre és kifejezésük módozataira, melyek csak részben hasonlítanak azokra, amelyek a szláv nyelvekben léteznek.
Például Gheorghe Constantinescu-Dobridor román nyelvész úgy tekinti, hogy az igemóddal vagy az igeidővel ellentétben, az igeszemlélet nem tartozik a román ige grammatikai kategóriáihoz. Úgy kezdi az „igeszemlélet” fogalom meghatározását, hogy „a szláv nyelvekre jellemző grammatikai kategória”, de megjegyzi, hogy a románban is kifejezik. Egyrészt ezt teszik bizonyos igeidők: a folyamatos múlt befejezetlen/folyamatos cselekvést, állapotot, történést fejez ki, az összetett múlt pedig befejezettet (lásd Igeragozás és igehasználat a román nyelvben). Példa: În timp ce mânca, a sunat telefonul ’Miközben evett, megszólalt a telefon’. Az egyszerű múlt idő és a régmúlt idő is befejezett szemléletet ad az igének.
Másrészt lexikális eszközök fejeznek ki igeszemléletet. Egyes igék lexikális jelentése hordozza: a dormi ’alszik’ (befejezetlen/folyamatos), a se deștepta ’felébred’ (befejezett, mozzanatos). Olyan igéket, mint a începe ’kezd’, a continua ’folytat’, a sfârși ’végez, befejez’ szemléleti segédigéknek tekint, melyek nem lennének grammatikaiak, sem grammatikalizáltak, hanem lexikálisak, mivel állítmányok, és nem képeznek jelentésbeli, alaktani és mondattani egységet azzal az igével, amelyet alárendelnek. Példák: începe să ningă ’havazni kezd’, termină de citit ’befejezi az olvasást’.
A román nyelv grammatikáiban nincs szó igeszemléletet/igejelleget jelölő toldalékokról.
Az angol nyelvben sem toldalékokkal fejezik ki az igeszemléletet/igejelleget, hanem más eszközökkel. Megkülönböztetnek például egyszerű és folyamatos alakú igéket. Az utóbbiakat az ige jellegzetes összetett alakja jelöli, tehát grammatikai eszköz. Példa: I sing ’énekelek’ (általában, néha vagy szokásszerűen) vs. I am singing ’(most éppen) énekelek’. Ebben a nyelvben is vannak szemléleti/igejellegi segédigék: she started working ’elkezdett dolgozni’, she finished working ’végzett a munkával’. Az ige bővítményének jellegzetességei is kifejezhetnek igeszemléletet/igejelleget: He ate apples ’Almát evett’ (befejezetlen/folyamatos) vs. He ate an apple ’Megevett egy almát’ (befejezett); She worked in Texas for two years ’Texasban dolgozott két évig’ (befejezetlen/folyamatos) vs. She wrote a novel in two years ’Két év alatt megírt egy regényt’ (befejezett).
A francia nyelvben is megvannak a román és az angol nyelvvel foglalkozó nyelvészetben megemlített eszközei az igeszemlélet/igejelleg kifejezésének, de más igei jellegzetességeket is az igeszemléletek/igejellegek közé sorolnak.
A franciában is vannak olyan igék, melyek lexikális jelentésükben hordozzák az igeszemléletet/igejelleget:
- befejezetlen/folyamatos igék (imperfectifs, duratifs): attendre ’vár’, demeurer ’marad’, se mourir ’haldoklik’, posséder ’birtokol’, réfléchir ’gondolkodik’;
- befejezett, mozzanatos igék (perfectifs, momentanés/instantanés): éclater ’pukkan’, exploser ’robban’, mourir ’meghal’, trouver ’(meg)talál’;
- állapot változását kifejező igék (inchoatifs[39]): rougir ’(el)vörösödik’, grandir ’(meg)nő’, se liquéfier ’folyékonnyá válik’, tarir ’elapad’;
- műveltető igék (factitifs, causatifs): tuer ’(meg)öl’, commencer quelque chose ’(el)kezd valamit’.

Fontos szerepet játszanak az igeidők alakjai is: az összetettek és az egyszerű múlt időé a befejezett szemléletet fejezik ki, a folyamatos múlté pedig a befejezetlent (lásd Francia igerendszer).
Grevisse – Goosse 2007 szemléleti segédigének tekinti a faire ’csinál, tesz’ igét műveltető igei szerkezetben (L’opium fait dormir ’Az ópium altat’, Il fait faire ses costumes à Londres ’Londonban csináltatja az öltönyeit’), és a laisser ’hagy’ igét is, mely az alany passzivitását fejezi ki: Il a laissé battre son petit frère ’Hagyta, hogy megverjék a kistestvérét’.
Folyamatosságot fejez ki a franciában egy ún. igei kifejezés (expression verbale), être en train de, mely ún. igei körülírásokban (périphrase verbale) vesz részt: Puisque nous sommes en train de visiter les monuments... ’Mivel éppen látogatjuk a műemlékeket…’ (Théophile Gautier).
Grevisse – Goosse 2007 szemléletieknek tart olyan határozószókat, mint a következő példákban találhatók, bár ezek csak kiemelik az ige lexikális jelentésével együtt hordozott igeszemléleti/igejellegi jelentést: Le train a surgi soudain ’A vonat hirtelen jelent meg’, Il a dormi longtemps ’Sokáig aludt’.
Ugyanaz a grammatika igeszemléletet/igejelleget kifejező toldalékokat is tekintetbe vesz a francia nyelvben. Vannak gyakorító képzők, például -ot- (boir ’iszik’ → buvoter ’iszogat’) és műveltető képzők: neutraliser ’semlegesít’, vitrifier ’üveggé változtat’. Idesorolják a cselekvés megismétlését vagy újrakezdését kifejező re- prefixumot is: retravailler ’újra dolgozik’.

### Magyarul
- Bokor József. Szófajtan. In A. Jászó Anna (szerk.) A magyar nyelv könyve. 8. kiadás. Budapest: Trezor. 2007. ISBN 978-963-8144-19-5, 197–253. o. (Hozzáférés: 2017. április 25.)
- Cs. Nagy Lajos. A szóalkotás módjai. In A. Jászó Anna (szerk.) A magyar nyelv könyve. 8. kiadás. Budapest: Trezor. 2007. ISBN 978-963-8144-19-5, 293–320. o. (Hozzáférés: 2017. április 25)
- Kálmánné Bors Irén – A. Jászó Anna. Az egyszerű mondat. In A. Jászó Anna (szerk.) A magyar nyelv könyve. 8. kiadás. Budapest: Trezor. 2007. ISBN 978-963-8144-19-5, 345–436. o. (Hozzáférés: 2017. április 25.)

### Angolul
- Bussmann, Hadumod (szerk.) Dictionary of Language and Linguistics Archiválva 2022. január 23-i dátummal a Wayback Machine-ben (Nyelvi és nyelvészeti szótár). London – New York: Routledge. 1998. ISBN 0-203-98005-0 (Hozzáférés: 2017. április 25.)
- Crystal, David. A Dictionary of Linguistics and Phonetics (Nyelvészeti és hangtani szótár). 6. kiadás. Blackwell Publishing. 2008. ISBN 978-1-4051-5296-9 (Hozzáférés: 2017. április 25.)

### Franciául
- (franciául) Grevisse, Maurice – Goosse, André. Le bon usage. Grammaire française (A jó nyelvhasználat. Francia grammatika). 14. kiadás. Bruxelles: De Boeck Université. 2007. ISBN 978-2-8011-1404-9 (Hozzáférés: 2023. május 22.)

### Románul
- Avram, Mioara. Gramatica pentru toți (Grammatika mindenkinek). Bukarest: Humanitas. 1997. ISBN 973-28-0769-5
- (románul) Bărbuță, Ion et al. Gramatica uzuală a limbii române (A román nyelv mindennapi grammatikája). Chișinău: Litera. 2000. ISBN 9975-74-295-5 (Hozzáférés: 2023. május 22.)
- Constantinescu-Dobridor, Gheorghe. Dicționar de termeni lingvistici (Nyelvészeti terminusok szótára). Bukarest: Teora, 1998; az interneten: Dexonline (Hozzáférés: 2017. április 25.)

### Szláv nyelveken
- (horvátul) Barić, Eugenija et al., Hrvatska gramatika (Horvát grammatika). 2. kiadás. Zágráb: Školska knjiga. 1997. ISBN 953-0-40010-1
- (montenegróiul) Čirgić, Adnan – Pranjković, Ivo – Silić, Josip. Gramatika crnogorskoga jezika (A montenegrói nyelv grammatikája). Podgorica: Montenegró Oktatás- és Tudományügyi Minisztériuma. 2010. ISBN 978-9940-9052-6-2 (Hozzáférés: 2017. április 25.)
- (szerbül) Klajn, Ivan. Gramatika srpskog jezika (A szerb nyelv grammatikája). Belgrád: Zavod za udžbenike i nastavna sredstva. 2005. ISBN 86-17-13188-8 (Hozzáférés: 2023. május 22.)